# 特隆桥

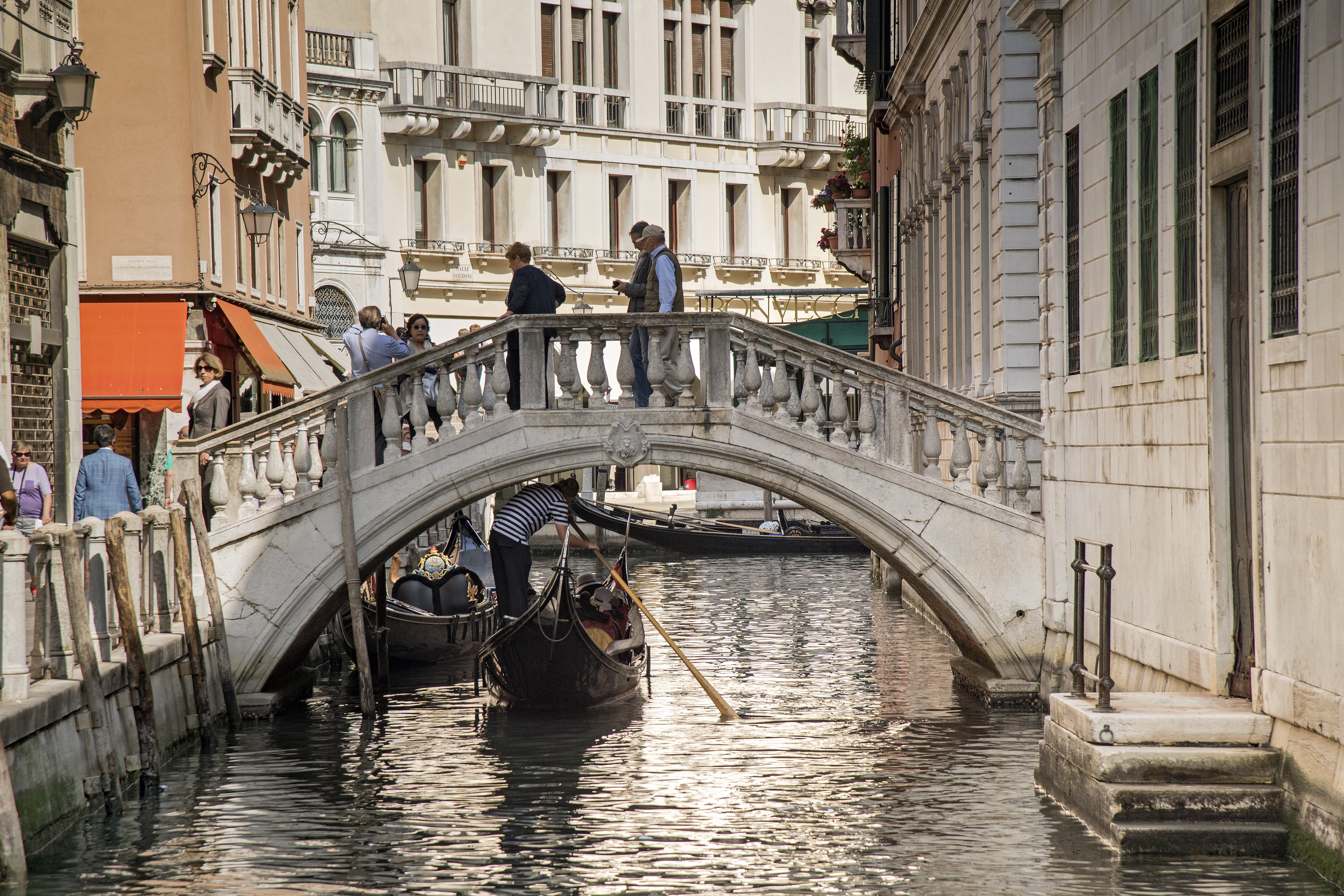
特隆桥

特隆桥（Ponte Tron），又名Piavola桥（Ponte de la Piavola），是意大利威尼斯的400多座桥梁之一，靠近圣马可广场，跨越奥尔塞奥洛湾（Bacino Orseolo）附近的塞尔奥洛河（Rio Orseolo）。在桥拱中心的涡卷装饰上出现了圣马可的狮子头形象。这座桥使用了威尼斯常见的盐白色伊斯特拉石砌筑，拥有古典花瓶剖面的栏杆。因为尺度细小，这座桥被威尼斯人称为玩偶桥（la piavola），建造于1840年代后期。